# LPAR5
, receptor lizofosfatidne kiseline 5, je protein koji je kod čoveka kodiran LPAR5 gena.  je G protein-spregnuti receptor koji vezuje lipidni signalni molekul lizofosfatidnu kiselinu (LPA).

## Literatura
1. ↑  Adhr, Consortium; Strom, Tim M.; White, Kenneth E.; Evans, Wayne E.; O'Riordan, Jeffery L.H.; Speer, Marcy C.; Lorenz-Depiereux, Bettina; Grabowski, Monika; Meitinger, Thomas (2000). „Autosomal dominant hypophosphataemic rickets is associated with mutations in FGF23”. Nat Genet. 26 (3): 345—8. PMID 11062477. doi:10.1038/81664.
2. ↑  Lee DK, Nguyen T, Lynch KR, Cheng R, Vanti WB, Arkhitko O, Lewis T, Evans JF, George SR, O'Dowd BF (2001). „Discovery and mapping of ten novel G protein-coupled receptor genes”. Gene. 275 (1): 83—91. PMID 11574155. doi:10.1016/S0378-1119(01)00651-5.
3. ↑  Lee CW, Rivera R, Gardell S, Dubin AE, Chun J (2006). „GPR92 as a new G12/13- and Gq-coupled lysophosphatidic acid receptor that increases cAMP, LPA5”. J Biol Chem. 281 (33): 23589—97. PMID 16774927. doi:10.1074/jbc.M603670200.
4. ↑  Kotarsky K, Boketoft A, Bristulf J, Nilsson NE, Norberg A, Hansson S, Owman C, Sillard R, Leeb-Lundberg LM, Olde B (2006). „Lysophosphatidic acid binds to and activates GPR92, a G protein-coupled receptor highly expressed in gastrointestinal lymphocytes”. J Pharmacol Exp Ther. 318 (2): 619—28. PMID 16651401. doi:10.1124/jpet.105.098848.
5. ↑  „Entrez Gene: GPR92 G protein-coupled receptor 92”.
6. ↑  Choi JW, Herr DR, Noguchi K, Yung YC, Lee CW, Mutoh T, Lin ME, Teo ST, Park KE, Mosley AN, Chun J (2010). „LPA Receptors: Subtypes and Biological Actions”. Annual Review of Pharmacology and Toxicology. 50 (1): 157—186. PMID 20055701. doi:10.1146/annurev.pharmtox.010909.105753.

## Dodatna literatura
- Takeda S; Kadowaki S; Haga T;  . (2002). „Identification of G protein-coupled receptor genes from the human genome sequence.”. FEBS Lett. 520 (1-3): 97—101. PMID 12044878. doi:10.1016/S0014-5793(02)02775-8.
- Strausberg RL; Feingold EA; Grouse LH;  . (2003). „Generation and initial analysis of more than 15,000 full-length human and mouse cDNA sequences.”. Proc. Natl. Acad. Sci. U.S.A. 99 (26): 16899—903. PMC 139241 . PMID 12477932. doi:10.1073/pnas.242603899.
- Gerhard DS; Wagner L; Feingold EA;  . (2004). „The status, quality, and expansion of the NIH full-length cDNA project: the Mammalian Gene Collection (MGC).”. Genome Res. 14 (10B): 2121—7. PMC 528928 . PMID 15489334. doi:10.1101/gr.2596504.